# Aleksandr Kazakevič
Aleksandr Kazakevič (n. 12 iunie 1986, Vilnius, RSS Lituaniană, URSS) este un luptător ce a reprezentat Lituania, medaliat olimpic. A participat la 2 ediții ale Jocurilor Olimpice (2008, 2012) în care a câștigat o medalie de bronz.